# 도경리역
도경리역(Dogyeongni station, 桃京里驛)은 대한민국 강원특별자치도 삼척시 도경동에 위치한 영동선의 철도역이다.
모든 여객 열차가 정차하지 않는다. 도경리역 건물은 현존하는 영동선 역사 중 가장 오래된 건물로서, 그 희소가치가 커서 국가등록문화재로 지정되었다.

## 역명 유래
마을이 이웃의 다른 마을보다 지세가 높은 곳에 위치하고 있으므로 처음에는 돈경(敦境:도든 지경)이라 했다가 그후 도경(陶景), 도경(道境) 1914년에는 도경(桃京)이라 한데서 비롯되었다.

## 연혁
- 1939년 5월 15일 : 역사 신축 준공
- 1940년 7월 31일 : 보통역으로 영업 개시[1]
- 1988년 1월 1일 : 소화물 취급 중지[2]
- 1988년 12월 1일 : 화물 취급 중지[3]
- 1995년 1월 10일 : 차내취급역 지정
- 1997년 6월 1일 : 배치간이역으로 격하[4]
- 2001년 9월 10일 : 신호장으로 격하[5]
- 2006년 12월 4일 : 도경리역사 등록문화재(제298호)로 지정
- 2007년 6월 1일 : 일반열차 통과
- 2008년 3월 10일 : 여객취급 중지[6]
- 승강장:

## 사진

역사 (광장쪽)
역사 (선로쪽)
역 입구
승강장 (동해역 방향)
승강장 (미로역 방향)
역명판